# Walther P38
La Walther P38 és una pistola calibre 9 mm que va ser desenvolupada per la Walther com la pistola estàndard de la Wehrmacht a inicis de la Segona Guerra Mundial. La intenció era reemplaçar la costosa Luger P08 puix que el cessament de producció havia estat programat per 1942.

## Història i desenvolupament
La pistola Walther P38 va ser desenvolupada com una pistola militar per l'exèrcit alemany (Wehrmacht) durant la dècada de 1930. Va aparèixer per primera vegada el 1938, i un petit nombre petit de la HP original (Heeres Pistole - pistola de l'exèrcit) va ser comprat per Suècia.
La idea de la P38 va ser acceptada per les forces armades el 1938, però la producció de prototips tot just va començar a finals de 1939. Walther va iniciar la producció a la seva fàbrica de Zella-Mehlis i va produir tres sèries de pistoles "Test", identificades per un "0" com prefix als seus números de sèrie. La tercera sèrie va resoldre els problemes previs i la producció per a la Wehrmacht va començar a mitjan 1940, emprant el codi "480" per identificar la producció militar de Walther. Després d'uns quants milers de pistoles, la Wehrmacht va canviar tots els codis de xifres a codis de lletres i la Walther va rebre el codi "ac". Tota la producció va tenir lloc a la fàbrica Walther fins a finals de 1942, quan va començar una producció addicional a la fàbrica Mauser d'Oberndorf (codi "bif" fins a inicis de 1945, després "svw") i després a la fàbrica Spreewerk de Hradek i Nisou, Txecoslovàquia ("cyq"). La producció va continuar fins a la fi de la guerra i fins i tot en la postguerra. Les primeres pistoles Walther, fins a finals de 1941, eren fabricades gairebé segons els estàndards comercials d'acoblament i polit. Com la guerra obligava a una elevada producció, l'acabat extern va ser deteriorant però les peces internes de la P38 continuar mantenint la seva qualitat durant la guerra, especialment aquelles fabricades per Mauser.
Tres empreses van fabricar peces per a la producció de la P38:
- Fabrique Nationale (FN): corredisses, carcasses i panys (marcats amb "M" o "M1")
- Ceska Zbrojovka (CZ, Böhmische Waffenfabrik): canons (marcats amb "fnh")
- Erste Nordböhmische Metallwarenfabrik: carregadors (marcats amb "JVD")

Després de la guerra, la major part de la maquinària de Walther va acabar a França com reparacions de guerra i moltes de les pistoles P38 de la postguerra realment van ser construïdes a França, per la factoria  Manurhin  des de maig o juny de 1945 fins a 1946. Aquestes pistoles poden identificar gràcies a la presència d'una estrella de 5 puntes estampada en la corredissa. La producció total alemanya està estimada en una mica més d'1.200.000 pistoles Walther P38. La producció de la P38 va ser represa en la nova fàbrica de la Walther en Ulm, Alemanya Occidental, sota el nom de  Pistole 1  (P1) el 1958 per a la Policia d'Alemanya Federal i el Bundeswehr. Va continuar sent produïda per la Walther, en diversos models revisats, fins a començaments dels anys 90.

## Disseny
La P38 va ser la primera pistola de recambra fixa que va emprar un gallet de doble acció. El tirador podia introduir un cartutx en la recambra, utilitzar la palanca de desamartellar per baixar el martell sense disparar el cartutx i portar l'arma carregada amb el martell baixat. En accionar el gallet estant la pistola amb el martell baixat, disparava el primer cartutx i l'acció de la pistola ejectava el cartutx disparat i introduïa un de nou a la recambra, característiques aquestes que es troben en diverses pistoles modernes.
Els primers models enviats a l'Exèrcit Alemany per ser avaluats tenien una recambra fixa i un martell ocult. Però l'Exèrcit Alemany va exigir que fossin redissenyats amb un martell extern. Això va conduir a la subseqüent adopció de la P38 el 1940. Posteriorment van ser creades diverses versions experimentals en calibre .45 ACP i 38 Super, però mai van ser produïdes en sèrie. En addició a la versió calibre 9 mm, van ser creades i venudes unes quantes versions en calibre 7,65 x 22 Parabellum.
El mecanisme de recambra fixa funciona mitjançant un bloc fixador en forma de tascó situat sota la recambra. Al disparar la pistola, tant el canó com la corredissa retrocedeixen un curt tros i és llavors quan el bloc fixador va cap avall, deixant anar la corredissa i aturant el moviment del canó.
La P38 empra un gallet de doble acció similar en disseny al de les primeres pistoles Walther PPK, també incloent un indicador de cartutx en la recambra.

## Variants
Una versió lleugerament modificada de la P38, anomenada P1, va ser adoptada pel Bundeswehr el 1957 i va estar en servei fins a començaments dels anys 90. La P1 tenia una armadura fet amb un aliatge d'alumini en lloc d'acer, per reduir el seu pes. També hi va haver una versió amb canó 25 mm més curt i sistema de seguretat modificat de la P1, anomenada P4.
Una versió millorada de la P38, la Walther P5, va ser desenvolupada a finals dels anys 70 i adoptada per les forces policials de Renània-Palatinat i Baden-Württemberg.

## Curiositats
- En la sèrie animada "Transformers", Megatron (líder dels Decepticons) es transforma en una pistola-carrabina d'aquest model.
- Arsène Lupin III, personatge principal de l'anime Lupin III, empra aquesta pistola com la seva arma personal i preferida.